# Смолино (Сарапульський район)
Смо́лино (рос. Смолино) — присілок в Сарапульському районі Удмуртії, Росія.
Урбаноніми:
- вулиці — Гаражна, Дорожня, Зарічна, Нова, Південна, Садова, Центральна
- провулки — Дачний, Польовий, Центральний

## Населення
Населення становить 81 особа (2010, 74 у 2002).
Національний склад (2002):
- росіяни — 100 %